# Cyclopina adriatica
Cyclopina adriatica is een eenoogkreeftjessoort uit de familie van de Cyclopinidae. De wetenschappelijke naam van de soort is voor het eerst geldig gepubliceerd in 1955 door Petkovski.